# 郭守真
郭守真（1606年—1713年），字致虚， 道号静阳子，南京丹阳（今江苏省丹阳市）人，是明朝、清朝时期著名全真道龙门派道士。他主要活动于辽东，在东北地区颇具声名。

## 生平

### 明朝

#### 万历年间
郭守真于明万历三十四年（1606年）九月二十九日生于南京丹阳（今江苏省丹阳市）定远村。相传，其自幼天资聪颖，读书有过目不忘之能。

#### 崇祯年间
及至稍长，郭守真迁居辽东，皈依道教，于明崇祯三年（1630年）隐居在铁刹山八宝云光洞（在今辽宁省本溪满族自治县）修行。

### 清朝

#### 顺治年间
郭守真在铁刹山修行过程中，苦于缺少师承和指导，于清顺治四年（1647年）开始“云游”。清顺治六年（1649年）， 在山东即墨（今山东省青岛市即墨区）马鞍山聚仙宫拜龙门派正宗祖师丘处机第七代律师紫气真人李常明为师，成为全真道龙门派第八代传人。
清顺治八年（1651年）他又到北京白云观拜谒师伯昆阳子王常月，受戒圆满，重返铁刹山修行，收徒八人：
- 山东蓬莱（今山东省烟台市蓬莱区）人王太祥
- 山东掖县（今山东省莱州市）人王太兴
- 直隶大兴（今北京市大兴区）人高太悟
- 直隶临榆（今河北省秦皇岛市山海关区）人刘太琳
- 山东潍县人（今山东省潍坊市潍城区）赵太源
- 山东潍县人傅太元
- 山东海阳人（今山东省海阳市）沈太宗
- 盛京辽阳（今辽宁省辽阳市）满洲正白旗人邸太庸

#### 康熙年间
《东华全录·灾异志·旱魃之记》载，清康熙二年（1663年）春盛京大旱，盛京将军乌库礼慕名延请郭守真祈雨，郭携刘太琳等五弟子往，开坛做法，“果然”降雨，乌库礼大喜过望。郭守真趁此契机提出在盛京建立道观，乌库礼应允，于是将盛京城西北角楼处的低洼地段排水筑基预备修观。因全真道教义追求儒、释、道三教合一，道观取名三教堂（乾隆年间被洪水冲毁，重修后更名太清宫）。